# Lavanderia self-service

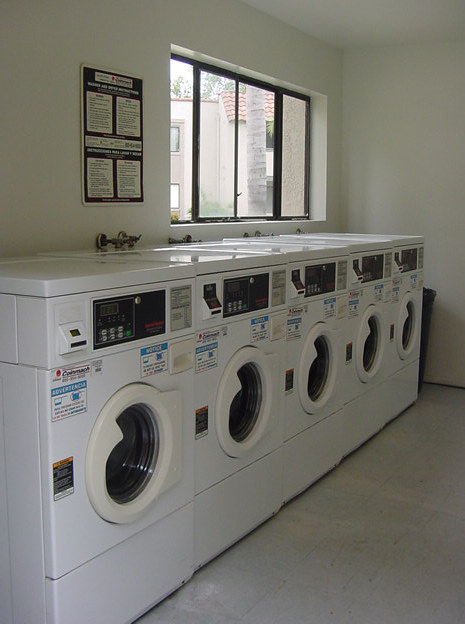
Parte dell'interno di una lavanderia self-service.

Una lavanderia self-service, una lavanderia a gettoni o un lavaggio a gettoni è una struttura in cui i vestiti vengono lavati e asciugati senza alcuna persona.

Le lavanderie automatiche sono conosciute nel Regno Unito come launderettes o laundrettes, e negli Stati Uniti d'America, Canada, Australia e Nuova Zelanda come laundromats (dal marchio generico della Westinghouse Electric Corporation) o washaterias. Il creatore è stato George Edward Pendray per Westinghouse.